# (11753) Geoffburbidge
(11753) Geoffburbidge es un asteroide perteneciente al cinturón de asteroides, descubierto el 24 de septiembre de 1960 por Cornelis Johannes van Houten en conjunto a su esposa también astrónoma Ingrid van Houten-Groeneveld y el astrónomo Tom Gehrels desde el Observatorio del Monte Palomar, Estados Unidos.

## Designación y nombre
Designado provisionalmente como 2064 P-L. Fue nombrado Geoffburbidge en honor al astrofísico británico Geoffrey Burbidge que, con Margaret Burbidge, William Fowler y Fred Hoyle, demostró en el año 1957 cómo la mayoría de los elementos se han producido en reacciones nucleares en las estrellas.

## Características orbitales
Geoffburbidge está situado a una distancia media del Sol de 3,187 ua, pudiendo alejarse hasta 3,468 ua y acercarse hasta 2,906 ua. Su excentricidad es 0,088 y la inclinación orbital 3,547 grados. Emplea 2078 días en completar una órbita alrededor del Sol.

## Características físicas
La magnitud absoluta de Geoffburbidge es 13,6. Tiene 7,866 km de diámetro y su albedo se estima en 0,114.